# Soichi Konagaya
Soichi Konagaya (Japans: 小長谷 宗一, Konogaya Sōichi) (Kamakura, 16 maart 1949) is een Japans componist, dirigent en slagwerker.

## Levensloop
Konagaya deed zijn studies aan de Tokyo National University of Fine Arts and Music en gradueerde daar in 1973 in het hoofdvak Percussie-instrumenten. Hij was een leerling van Yusuke Koyake en Seimon Ariga. 
Al tijdens zijn studietijd begon hij met het componeren. Na de studie was hij arrangeur bij CBS SONY Studio. Daarna ontwikkelde hij bijzondere activiteiten in het componeren voor harmonieorkesten en zijn werken vonden spoedig grote waardering. Konagaya werd chef-dirigent van de Asia University Band. Tegelijkertijd intensiveerde hij het contact tot de Tokyo Ballet Company en schreef werken met verschillende dansen voor deze compagnie. 
In 1998 werd hij met de prijs van de Bandmasters Academic Society of Japan (nu: Academic Society of Japan for Winds Percussion and Bands) onderscheiden. 
Tegenwoordig is hij adviseur en directeur voor workshops en Band-clinics van de Academic Society of Japan for Winds Percussion and Bands en bestuurslid van het "Kyo-En" 21st Century Wind Music. Verder is hij dirigent van de Ageo Citizen's Wind Band en eveneens is hij een veelgevraagd dirigent en docent voor workshops en clinics.

## Composities

### Werken voor harmonieorkest
- 1972 Japanese Tune
  1. Adagio - Etenra ku
  2. Tanz des Genroku-Blumen-Festivals
  3. Lied der Kirschblüte - Shakuhachi-Thema (Japanse Bamboefluit)
  4. Yagi Bushi - taiko-trommelen voor de tijgerjacht
- 1973 SyZyGy fantasie voor harmonieorkest
- 1973 Zodiac concert voor bastrombone en harmonieorkest
- 1974 A voor Bamboefluit en harmonieorkest
- 1975 Fable voor tuba, slagwerk en harmonieorkest
- 1976 Pops Suite voor twee tuba's en harmonieorkest
- 1981 The Muses Suite voor harmonieorkest
- 1999 Dream suite voor harmonieorkest
  1. Slumber
  2. A Strange dream
  3. The pursued dream from something
  4. From a graceful dream to the waking
- A Children's Street voor harmonieorkest
- Christmas Today
- Dance For Band voor blazersensemble
- Dance for Breeze and Blaze
- Fanfare for Band, Monument of SHIKIBU
- Grand March
- Introduction from "Memories of a Day"
- Lyric March
- March "Mirai no Kaze"
- March "Wind from the Future"
- March "The Nine"
- Star Puzzle March
- Symphonic Poem "Sprits in Sphere"
- Tales of the Sea
- A Children's Street, muziek voor blazersensemble 
  1. March
  2. To play
  3. Take Cicada
  4. Foot race followed
  5. Fight
  6. Feeling a bit lonely
  7. To the road in the evening
  8. March
- Wonderful Journey fantasie voor harmonieorkest

### Kamermuziek
- 1999 Andante voor eufonium en piano
- 1999 In The Still Of The Night voor eufonium en piano
- Letter S voor pauken solo en piano
- Letter Y voor twee snare drums solo
- Pale Ray and Shade triptychon voor solo vibrafoon en slagwerk
- Suite for Solo Timpani & Percussion Ensemble
- Tico-Tico voor vijf slagwerkers